# Liste des missions spatiales habitées entre 1961 et 1986
La liste des missions spatiales habitées entre 1961 et 1986 est une liste détaillée des missions spatiales habitées de 1961 à 1986, couvrant les programmes russes Vostok, Programme Voskhod, et Saliout et les programmes américains Mercury, Gemini, et Apollo, ainsi que le programme Space Shuttle (navette spatiale) et le désastre de Challenger.

- Orange signale les accidents mortels.
- Vert signale les vols suborbitaux.

| Nom | Vaisseau de départ                   | Station                              | Station                              | Vaisseau de retour                   | Résumé de la mission |
| --- | ------------------------------------ | ------------------------------------ | ------------------------------------ | ------------------------------------ | --- |
| Lancements en 1961 |                                      |                                      |                                      |                                      | |
| Youri Gagarine | 12 avril 1961 Vostok 1               | 12 avril 1961 Vostok 1               | 12 avril 1961 Vostok 1               | 12 avril 1961 Vostok 1               | Premier homme dans l'espace. |
| Alan Shepard | 5 mai 1961 Mercury 3                 | 5 mai 1961 Mercury 3                 | 5 mai 1961 Mercury 3                 | 5 mai 1961 Mercury 3                 | Premier Américain dans l'espace (vol suborbital). |
| Virgil Grissom | 21 juillet 1961 Mercury 4            | 21 juillet 1961 Mercury 4            | 21 juillet 1961 Mercury 4            | 21 juillet 1961 Mercury 4            | Deuxième vol suborbital américain. |
| Guerman Titov | 6 août 1961 Vostok 2                 | 6 août 1961 Vostok 2                 | 7 août 1961 Vostok 2                 | 7 août 1961 Vostok 2                 | Vol orbital d'une journée, bref contrôle manuel. |
| Lancements en 1962 |                                      |                                      |                                      |                                      | |
| John Glenn | 20 février 1962 Mercury 6            | 20 février 1962 Mercury 6            | 20 février 1962 Mercury 6            | 20 février 1962 Mercury 6            | Premier vol orbital américain. |
| Scott Carpenter | 24 mai 1962 Mercury 7                | 24 mai 1962 Mercury 7                | 24 mai 1962 Mercury 7                | 24 mai 1962 Mercury 7                | Premier freinage manuel. |
| Andrian Nikolaïev | 11 août 1962 Vostok 3                | 11 août 1962 Vostok 3                | 15 août 1962 Vostok 3                | 15 août 1962 Vostok 3                | Premier vol conjugué de deux vaisseaux habités. |
| Pavel Popovitch | 12 août 1962 Vostok 4                | 12 août 1962 Vostok 4                | 15 août 1962 Vostok 4                | 15 août 1962 Vostok 4                | |
| Wally Schirra | 3 octobre 1962 Mercury 8             | 3 octobre 1962 Mercury 8             | 3 octobre 1962 Mercury 8             | 3 octobre 1962 Mercury 8             | Première mission Mercury sans défaut. |
| Lancements en 1963 |                                      |                                      |                                      |                                      | |
| Gordon Cooper | 15 mai 1963 Mercury 9                | 15 mai 1963 Mercury 9                | 15 mai 1963 Mercury 9                | 15 mai 1963 Mercury 9                | Première restransmission télévisée d'astronautes américains. |
| Valeri Bykovski | 14 juin 1963 Vostok 5                | 14 juin 1963 Vostok 5                | 19 juin 1963 Vostok 5                | 19 juin 1963 Vostok 5                | Le plus long vol en solitaire. |
| Valentina Terechkova | 16 juin 1963 Vostok 6                | 16 juin 1963 Vostok 6                | 19 juin 1963 Vostok 6                | 19 juin 1963 Vostok 6                | Première femme dans l'espace. |
| Joseph A. Walker | 19 juillet 1963 X-15 Flight 90       | 19 juillet 1963 X-15 Flight 90       | 19 juillet 1963 X-15 Flight 90       | 19 juillet 1963 X-15 Flight 90       | Premier avion dans l'espace. |
| Joseph A. Walker | 23 août 1963 X-15 Flight 91          | 23 août 1963 X-15 Flight 91          | 23 août 1963 X-15 Flight 91          | 23 août 1963 X-15 Flight 91          | Première personne à voler pour la deuxième fois. |
| Lancements en 1964 |                                      |                                      |                                      |                                      | |
| Vladimir Komarov Konstantin Feoktistov Boris Iegorov                                                                                      | 12 octobre 1964 Voskhod 1            | 12 octobre 1964 Voskhod 1            | 13 octobre 1964 Voskhod 1            | 13 octobre 1964 Voskhod 1            | Premier vol à équipage multiple. |
| Lancements en 1965 |                                      |                                      |                                      |                                      | |
| Alexei Leonov Pavel Beliaïev | 18 mars 1965 Voskhod 2               | 18 mars 1965 Voskhod 2               | 19 mars 1965 Voskhod 2               | 19 mars 1965 Voskhod 2               | Première sortie dans l'espace. |
| Virgil Grissom John Young | 23 mars 1965 Gemini 3                | 23 mars 1965 Gemini 3                | 23 mars 1965 Gemini 3                | 23 mars 1965 Gemini 3                | Première personne à réussir des manœuvres en orbite. |
| James McDivitt Edward White | 3 juin 1965 Gemini 4                 | 3 juin 1965 Gemini 4                 | 7 juin 1965 Gemini 4                 | 7 juin 1965 Gemini 4                 | Première sortie dans l'espace pour un Américain. |
| Gordon Cooper Charles Conrad | 21 août 1965 Gemini 5                | 21 août 1965 Gemini 5                | 29 août 1965 Gemini 5                | 29 août 1965 Gemini 5                | Premier vol spatial d'une semaine. |
| Frank Borman James Lovell | 4 décembre 1965 Gemini 7             | 4 décembre 1965 Gemini 7             | 18 décembre 1965 Gemini 7            | 18 décembre 1965 Gemini 7            | Premier vol de deux semaines. |
| Walter Schirra Thomas Stafford | 15 décembre 1965 Gemini 6A           | 15 décembre 1965 Gemini 6A           | 16 décembre 1965 Gemini 6A           | 16 décembre 1965 Gemini 6A           | Premier rendez-vous spatial. |
| Lancements en 1966 |                                      |                                      |                                      |                                      | |
| Neil Armstrong David Scott | 16 mars 1966 Gemini 8                | 16 mars 1966 Gemini 8                | 17 mars 1966 Gemini 8                | 17 mars 1966 Gemini 8                | Premier amarrage dans l'espace. |
| Thomas Stafford Eugene Cernan | 3 juin 1966 Gemini 9A                | 3 juin 1966 Gemini 9A                | 6 juin 1966 Gemini 9A                | 6 juin 1966 Gemini 9A                | Premier équipage de réserve à voler. |
| John Young Michael Collins | 18 juillet 1966 Gemini 10            | 18 juillet 1966 Gemini 10            | 21 juillet 1966 Gemini 10            | 21 juillet 1966 Gemini 10            | Premier rendez-vous avec deux objets différents. |
| Charles Conrad Richard Gordon | 12 septembre 1966 Gemini 11          | 12 septembre 1966 Gemini 11          | 15 septembre 1966 Gemini 11          | 15 septembre 1966 Gemini 11          | Altitude record en vue des missions lunaires. |
| Jim Lovell Buzz Aldrin | 11 novembre 1966 Gemini 12           | 11 novembre 1966 Gemini 12           | 15 novembre 1966 Gemini 12           | 15 novembre 1966 Gemini 12           | Premier rendez-vous manuel. |
| Lancements en 1967 |                                      |                                      |                                      |                                      | |
| Vladimir Komarov | 23 avril 1967 Soyouz 1               | 23 avril 1967 Soyouz 1               | 24 avril 1967 Soyouz 1               | 24 avril 1967 Soyouz 1               | Première perte en vol. |
| Lancements en 1968 |                                      |                                      |                                      |                                      | |
| Wally Schirra Donn Eisele Walter Cunningham                                                                                               | 11 octobre 1968 Apollo 7             | 11 octobre 1968 Apollo 7             | 22 octobre 1968 Apollo 7             | 22 octobre 1968 Apollo 7             | Premier équipage américain de trois personnes |
| Gueorgui Beregovoï | 26 octobre 1968 Soyouz 3             | 26 octobre 1968 Soyouz 3             | 30 octobre 1968 Soyouz 3             | 30 octobre 1968 Soyouz 3             | Échec dans l'amarrage avec Soyouz 2 (inhabité) |
| Frank Borman Jim Lovell William A. Anders                                                                                                 | 21 décembre 1968 Apollo 8            | 21 décembre 1968 Apollo 8            | 27 décembre 1968 Apollo 8            | 27 décembre 1968 Apollo 8            | Première orbite lunaire. |
| Lancements en 1969 |                                      |                                      |                                      |                                      | |
| Vladimir Chatalov | 14 janvier 1969 Soyouz 4             | 14 janvier 1969 Soyouz 4             | 17 janvier 1969 Soyouz 4             | 17 janvier 1969 Soyouz 4             | Premier transfert d'équipage entre vaisseaux. |
| Alekseï Ielisseïev Ievgueni Khrounov | 15 janvier 1969 Soyouz 5             | 15 janvier 1969 Soyouz 5             | 17 janvier 1969 Soyouz 4             | 17 janvier 1969 Soyouz 4             | Premier amarrage de deux vaisseaux habités. |
| Boris Volynov | 15 janvier 1969 Soyouz 5             | 15 janvier 1969 Soyouz 5             | 18 janvier 1969 Soyouz 5             | 18 janvier 1969 Soyouz 5             | Premier transfert d'équipage entre vaisseaux. |
| James McDivitt David Scott Rusty Schweickart                                                                                              | 3 mars 1969 Apollo 9                 | 3 mars 1969 Apollo 9                 | 13 mars 1969 Apollo 9                | 13 mars 1969 Apollo 9                | Test du module lunaire en orbite terrestre basse. |
| Thomas Stafford John W. Young Gene Cernan                                                                                                 | 18 mai 1969 Apollo 10                | 18 mai 1969 Apollo 10                | 26 mai 1969 Apollo 10                | 26 mai 1969 Apollo 10                | Test du module lunaire en orbite lunaire basse. |
| Neil Armstrong Michael Collins Buzz Aldrin                                                                                                | 16 juillet 1969 Apollo 11            | 16 juillet 1969 Apollo 11            | 24 juillet 1969 Apollo 11            | 24 juillet 1969 Apollo 11            | Premiers pas de l'Homme sur la Lune. |
| Georgi Shonin Valery Kubasov | 11 octobre 1969 Soyouz 6             | 11 octobre 1969 Soyouz 6             | 16 octobre 1969 Soyouz 6             | 16 octobre 1969 Soyouz 6             | Premier vol conjugué de trois vaisseaux habités |
| Anatoli Filipchenko Vladislav Volkov Viktor Gorbatko                                                                                      | 12 octobre 1969 Soyouz 7             | 12 octobre 1969 Soyouz 7             | 17 octobre 1969 Soyouz 7             | 17 octobre 1969 Soyouz 7             | Premier vol conjugué de trois vaisseaux habités |
| Vladimir Shatalov Aleksei Yeliseyev | 13 octobre 1969 Soyouz 8             | 13 octobre 1969 Soyouz 8             | 18 octobre 1969 Soyouz 8             | 18 octobre 1969 Soyouz 8             | Premier vol conjugué de trois vaisseaux habités |
| Charles Conrad Dick Gordon Alan Bean | 14 novembre 1969 Apollo 12           | 14 novembre 1969 Apollo 12           | 24 novembre 1969 Apollo 12           | 24 novembre 1969 Apollo 12           | Se pose avec précision près de Surveyor 3. |
| Lancements en 1970 |                                      |                                      |                                      |                                      | |
| Jim Lovell Jack Swigert Fred Haise | 11 avril 1970 Apollo 13              | 11 avril 1970 Apollo 13              | 17 avril 1970 Apollo 13              | 17 avril 1970 Apollo 13              | Ne se pose pas sur la Lune en raison d'un incident en route. |
| Andrian Nikolayev Vitali Sevastyanov | 1er juin 1970 Soyouz 9               | 1er juin 1970 Soyouz 9               | 19 juin 1970 Soyouz 9                | 19 juin 1970 Soyouz 9                | Record de durée pour un vol. |
| Lancements en 1971 |                                      |                                      |                                      |                                      | |
| Alan Shepard Stuart Roosa Edgar Mitchell                                                                                                  | 31 janvier 1971 Apollo 14            | 31 janvier 1971 Apollo 14            | 9 février 1971 Apollo 14             | 9 février 1971 Apollo 14             | Shepard, seul astronaute de Mercury à marcher sur la Lune. |
| Vladimir Shatalov Aleksei Yeliseyev Nikolaï Roukavichnikov                                                                                | 23 avril 1971 Soyouz 10              | 23 avril 1971 Soyouz 10              | 25 avril 1971 Soyouz 10              | 25 avril 1971 Soyouz 10              | Échec dans l'amarrage avec Saliout. |
| Georgi Dobrovolski Viktor Patsayev Vladislav Volkov                                                                                       | 6 juin 1971 Soyouz 11                | Saliout 1                            | Saliout 1                            | 29 juin 1971 Soyouz 11               | Première station spatiale occupée. Morts au retour en raison d'une dépressurisation. |
| David Scott Alfred Worden James Irwin | 26 juillet 1971 Apollo 15            | 26 juillet 1971 Apollo 15            | 7 août 1971 Apollo 15                | 7 août 1971 Apollo 15                | Ont conduit la Jeep lunaire. |
| Lancements en 1972 |                                      |                                      |                                      |                                      | |
| John Young Ken Mattingly Charles Duke | 16 avril 1972 Apollo 16              | 16 avril 1972 Apollo 16              | 27 avril 1972 Apollo 16              | 27 avril 1972 Apollo 16              | |
| Gene Cernan Ron Evans Harrison Schmitt | 7 décembre 1972 Apollo 17            | 7 décembre 1972 Apollo 17            | 19 décembre 1972 Apollo 17           | 19 décembre 1972 Apollo 17           | Dernier à se poser sur la Lune. |
| Lancements en 1973 |                                      |                                      |                                      |                                      | |
| Charles Conrad Paul Weitz Joseph Kerwin                                                                                                   | 25 mai 1973 Skylab 2                 | Skylab                               | Skylab                               | 22 juin 1973 Skylab 2                | Ont passé près d'un mois en vol. |
| Alan Bean Jack Lousma Owen Garriott | 28 juillet 1973 Skylab 3             | Skylab                               | Skylab                               | 25 septembre 1973 Skylab 3           | Ont passé près de deux mois en vol. |
| Vasili Lazarev Oleg Makarov | 27 septembre 1973 Soyouz 12          | 27 septembre 1973 Soyouz 12          | 29 septembre 1973 Soyouz 12          | 29 septembre 1973 Soyouz 12          | Première utilisation de la tour d'éjection en vol . |
| Gerald Carr William Pogue Edward Gibson                                                                                                   | 16 novembre 1973 Skylab 4            | 16 novembre 1973 Skylab 4            | 8 février 1974 Skylab 4              | 8 février 1974 Skylab 4              | Ont passé près de trois mois en vol. |
| Valentin Lebedev Pyotr Klimuk | 18 décembre 1973 Soyouz 13           | 18 décembre 1973 Soyouz 13           | 26 décembre 1973 Soyouz 13           | 26 décembre 1973 Soyouz 13           | |
| Lancements en 1974 |                                      |                                      |                                      |                                      | |
| Yuri Artyukhin Pavel Popovich | 3 juillet 1974 Soyouz 14             | Saliout 3                            | Saliout 3                            | 19 juillet 1974 Soyouz 14            | |
| Lev Demin Gennadi Sarafanov | 26 août 1974 Soyouz 15               | 26 août 1974 Soyouz 15               | 28 août 1974 Soyouz 15               | 28 août 1974 Soyouz 15               | |
| Anatoli Filipchenko Nikolai Rukavishnikov                                                                                                 | 2 décembre 1974 Soyouz 16            | 2 décembre 1974 Soyouz 16            | 8 décembre 1974 Soyouz 16            | 8 décembre 1974 Soyouz 16            | Mission de répétition/préparation côté soviétique en vue de la rencontre Apollo-Soyouz; |
| Lancements en 1975 |                                      |                                      |                                      |                                      | |
| Georgi Grechko Aleksei Gubarev | 11 janvier 1975 Soyouz 17            | Saliout 4                            | Saliout 4                            | 10 février 1975 Soyouz 17            | |
| Vasili Lazarev Oleg Makarov | 5 avril 1975 Soyouz 18a              | 5 avril 1975 Soyouz 18a              | 5 avril 1975 Soyouz 18a              | 5 avril 1975 Soyouz 18a              | Une défaillance de la fusée porteuse empêche la mise en orbite, entraînant un atterrissage d'urgence périlleux.; |
| Pyotr Klimuk Vitali Sevastyanov | 24 mai 1975 Soyouz 18                | Saliout 4                            | Saliout 4                            | 26 juillet 1975 Soyouz 18            | |
| Alexei Leonov Valery Kubasov | 15 juillet 1975 Soyouz 19            | Apollo-Soyouz                        | Apollo-Soyouz                        | 21 juillet 1975 Soyouz 19            | Premier vol conjoint américano-soviétique. |
| Thomas Stafford Vance Brand Deke Slayton                                                                                                  | 15 juillet 1975 Apollo 18            | Apollo-Soyouz                        | Apollo-Soyouz                        | 24 juillet 1975 Apollo 18            | Premier vol conjoint américano-soviétique. |
| Lancements en 1976 |                                      |                                      |                                      |                                      | |
| Boris Volynov Vitali Zholobov | 6 juin 1976 Soyouz 21                | Saliout 5                            | Saliout 5                            | 24 août 1976 Soyouz 21               | |
| Valery Bykovsky Vladimir Axionov | 9 septembre 1976 Soyouz 22           | 9 septembre 1976 Soyouz 22           | 23 septembre 1976 Soyouz 22          | 23 septembre 1976 Soyouz 22          | |
| Vyacheslav Zudov Valeri Rozhdestvenski | 14 octobre 1976 Soyouz 23            | 14 octobre 1976 Soyouz 23            | 16 octobre 1976 Soyouz 23            | 16 octobre 1976 Soyouz 23            | |
| Lancements en 1977 |                                      |                                      |                                      |                                      | |
| Viktor Gorbatko Yuri Glazkov | 7 février 1977 Soyouz 24             | Saliout 5                            | Saliout 5                            | 25 février 1977 Soyouz 24            | |
| Vladimir Kovalyonok Valeri Ryumin | 9 octobre 1977 Soyouz 25             | 9 octobre 1977 Soyouz 25             | 11 octobre 1977 Soyouz 25            | 11 octobre 1977 Soyouz 25            | |
| Georgi Grechko Yuri Romanenko | 10 décembre 1977 Soyouz 26           | Saliout 6                            | Saliout 6                            | 16 mars 1978 Soyouz 27               | |
| Lancements en 1978 |                                      |                                      |                                      |                                      | |
| Vladimir Djanibekov Oleg G. Makarov | 10 janvier 1978 Soyouz 27            | Saliout 6                            | Saliout 6                            | 16 janvier 1978 Soyouz 26            | |
| Aleksey A. Gubarev Vladimir Remek | 2 mars 1978 Soyouz 28                | Saliout 6                            | Saliout 6                            | 10 mars 1978 Soyouz 28               | Remek: premier Tchécoslovaque dans l'espace |
| Vladimir V. Kovalenok Alexander S. Ivanchenkov                                                                                            | 16 juin 1978 Soyouz 29               | Saliout 6                            | Saliout 6                            | 3 septembre 1978 Soyouz 29           | |
| Pyotr I. Klimuk Miroslaw Hermaszenski | 28 juin 1978 Soyouz 30               | Saliout 6                            | Saliout 6                            | 4 juillet 1978 Soyouz 30             | Hermaszenski : premier Polonais dans l'espace |
| Valeri F. Bykovsky Sigmund Jaehn | 26 juin 1978 Soyouz 31               | Saliout 6                            | Saliout 6                            | 2 novembre 1978 Soyouz 31            | Jähn : premier Allemand dans l'espace |
| Lancements en 1979 |                                      |                                      |                                      |                                      | |
| Vladimir Liakhov Valeri V. Ryumin | 25 février 1979 Soyouz 32            | Saliout 6                            | Saliout 6                            | 19 août 1979 Soyouz 34               | |
| Nicolaï Roukavichnikov Georgi I. Ivanov                                                                                                   | 11 avril 1979 Soyouz 33              | Saliout 6                            | Saliout 6                            | 12 avril 1979 Soyouz 33              | Ivanov : premier Bulgare dans l'espace |
| Lancements en 1980 |                                      |                                      |                                      |                                      | |
| Leonid I. Popov Valeri V. Ryumin | 9 avril 1980 Soyouz 35               | Saliout 6                            | Saliout 6                            | 11 octobre 1980 Soyouz 37            | |
| Valery Kubasov Bertalan Farkas | 26 mai 1980 Soyouz 36                | Saliout 6                            | Saliout 6                            | 3 juin 1980 Soyouz 35                | Farkas : premier Hongrois dans l'espace |
| Yuri V. Malyshev Vladimir Axionov | 5 juin 1980 Soyouz T-2               | Saliout 6                            | Saliout 6                            | 9 juin 1980 Soyouz T-2               | |
| Viktor Gorbatko Phạm Tuân | 23 juillet 1980 Soyouz 37            | Saliout 6                            | Saliout 6                            | 31 juillet 1980 Soyouz 36            | Pham : premier Vietnamien dans l'espace |
| Yuri Romanenko Arnaldo Tamayo-Mendez | 18 septembre 1980 Soyouz 38          | Saliout 6                            | Saliout 6                            | 26 septembre 1980 Soyouz 38          | Tamayo-Mendez : première personne d'origine africaine dans l'espace. |
| Leonid D. Kizim Oleg G. Makarov Gennadi M. Strekalov                                                                                      | 27 novembre 1980 Soyouz T-3          | Saliout 6                            | Saliout 6                            | 10 décembre 1980 Soyouz T-3          | |
| Lancements en 1981 |                                      |                                      |                                      |                                      | |
| Vladimir V. Kovalenok Viktor P. Savinykh                                                                                                  | 13 mars 1981 Soyouz T-4              | Saliout 6                            | Saliout 6                            | 26 mai 1981 Soyouz T-4               | |
| Vladimir Djanibekov Zhugderdemidiyn Gurragcha                                                                                             | 22 mars 1981 Soyouz 39               | Saliout 6                            | Saliout 6                            | 29 mars 1981 Soyouz 39               | Gurragcha : premier Mongol dans l'espace |
| John Young Robert L. Crippen | 12 avril 1981 STS-1, Columbia        | 12 avril 1981 STS-1, Columbia        | 14 avril 1981 STS-1, Columbia        | 14 avril 1981 STS-1, Columbia        | Premier vol de la navette spatiale, test des systèmes |
| Leonid I. Popov Dumitru Prunariu | 14 mai 1981 Soyouz 40                | Saliout 6                            | Saliout 6                            | 22 mai 1981 Soyouz 40                | Prunariu : premier Roumain dans l'espace |
| Joseph H. Engle Richard H. Truly | 12 novembre 1981 STS-2, Columbia     | 12 novembre 1981 STS-2, Columbia     | 14 novembre 1981 STS-2, Columbia     | 14 novembre 1981 STS-2, Columbia     | |
| Lancements en 1982 |                                      |                                      |                                      |                                      | |
| Jack R. Lousma C. Gordon Fullerton | 22 mars 1982 STS-3, Columbia         | 22 mars 1982 STS-3, Columbia         | 30 mars 1982 STS-3, Columbia         | 30 mars 1982 STS-3, Columbia         | |
| Anatoly Berezovoy Valentine V. Lebedev | 12 mai 1982 Soyouz T-5               | Saliout 7                            | Saliout 7                            | 10 décembre 1982 Soyouz T-7          | |
| Vladimir Djanibekov Alexander S. Ivanchenkov Jean-Loup Chrétien                                                                           | 24 juin 1982 Soyouz T-6              | Saliout 7                            | Saliout 7                            | 2 juillet 1982 Soyouz T-6            | Chrétien : Premier cosmonaute français, Mission spatiale franco-soviétique Saliout 7 |
| Thomas K. Mattingly Henry W. Hartsfield, Jr                                                                                               | 27 juin 1982 STS-4, Columbia         | 27 juin 1982 STS-4, Columbia         | 4 juillet 1982 STS-4, Columbia       | 4 juillet 1982 STS-4, Columbia       | Dernier vol de recherche et développement de la navette spatiale. |
| Leonid I. Popov Alexander A. Serebrov Svetlana Y. Savitskaya                                                                              | 19 août 1982 Soyouz T-7              | Saliout 7                            | Saliout 7                            | 27 août 1982 Soyouz T-5              | |
| Vance D. Brand Robert F. Overmyer Joseph P. Allen William B. Lenoir                                                                       | 11 novembre 1982 STS-5, Columbia     | 11 novembre 1982 STS-5, Columbia     | 16 novembre 1982 STS-5, Columbia     | 16 novembre 1982 STS-5, Columbia     | Ont lancé les satellites commerciaux de communication ANIK C-3 et SBS-C. |
| Lancements en 1983 |                                      |                                      |                                      |                                      | |
| Paul J. Weitz Karol J. Bobko Donald H. Peterson F. Story Musgrave                                                                         | 4 avril 1983 STS-6, Challenger       | 4 avril 1983 STS-6, Challenger       | 9 avril 1983 STS-6, Challenger       | 9 avril 1983 STS-6, Challenger       | Première sortie dans l'espace à partir de la navette. |
| Vladimir G. Titov Gennadi M. Strekalov Alexander A. Serebrov                                                                              | 20 avril 1983 Soyouz T-8             | 20 avril 1983 Soyouz T-8             | 22 avril 1983 Soyouz T-8             | 22 avril 1983 Soyouz T-8             | |
| Robert L. Crippen Frederick H. Hauck John M. Fabian Sally K. Ride Norman E. Thagard                                                       | 18 juin 1983 STS-7, Challenger       | 18 juin 1983 STS-7, Challenger       | 24 juin 1983 STS-7, Challenger       | 24 juin 1983 STS-7, Challenger       | Première Américaine dans l'espace, expériences sur la microgravité. |
| Vladimir Liakhov Alexander P. Alexandrov                                                                                                  | 26 juin 1983 Soyouz T-9              | Saliout 7                            | Saliout 7                            | 23 novembre 1983 Soyouz T-9          | |
| Richard H. Truly Daniel C. Brandenstein Dale A. Gardner Guion Bluford William E. Thornton                                                 | 30 août 1983 STS-8, Challenger       | 30 août 1983 STS-8, Challenger       | 5 septembre 1983 STS-8, Challenger   | 5 septembre 1983 STS-8, Challenger   | Premier Afro-Américain dans l'espace, ont déployé INSAT-1B pour l'Inde. |
| Vladimir Titov Guennadi Strekalov | 26 septembre 1983 Soyouz T-10-1      | 26 septembre 1983 Soyouz T-10-1      | 26 septembre 1983 Soyouz T-10-1      | 26 septembre 1983 Soyouz T-10-1      | Échec au lancement ; l'équipage est éjecté avec la tour de sauvetage et regagne le sol sain et sauf. |
| John W. Young Brewster H. Shaw Owen K. Garriott Robert A. Parker Byron K. Lichtenberg Ulf Merbold                                         | 28 novembre 1983 STS-9, Columbia     | 28 novembre 1983 STS-9, Columbia     | 8 décembre 1983 STS-9, Columbia      | 8 décembre 1983 STS-9, Columbia      | Première mission de Spacelab, premier astronaute de l'ESA. |
| Lancements en 1984 |                                      |                                      |                                      |                                      | |
| Vance D. Brand Robert L. Gibson Bruce McCandless II Ronald E. McNair Robert L. Stewart                                                    | 3 février 1984 STS-41-B, Challenger  | 3 février 1984 STS-41-B, Challenger  | 11 février 1984 STS-41-B, Challenger | 11 février 1984 STS-41-B, Challenger | Première spacewalk (marche dans l'espace) sans lien physique avec le véhicule spatial. |
| Leonid D. Kizim Vladimir A. Solovyev Oleg Y. Atkov                                                                                        | 4 février 1984 Soyouz T-10           | Saliout 7                            | Saliout 7                            | 2 octobre 1984 Soyouz T-11           | |
| Yuri V. Malyshev Gennadi M. Strekalov Rakesh Sharma                                                                                       | 3 avril 1984 Soyouz T-11             | Saliout 7                            | Saliout 7                            | 11 avril 1984 Soyouz T-10            | Sharma : premier Indien dans l'espace |
| Robert L. Crippen Francis R. "Dick" Scobee George D. Nelson James D. A. van Hoften Terry J. Hart                                          | 6 avril 1984 STS-41-C, Challenger    | 6 avril 1984 STS-41-C, Challenger    | 13 avril 1984 STS-41-C, Challenger   | 13 avril 1984 STS-41-C, Challenger   | LDEF déployé pour une récupération subséquente. |
| Vladimir Djanibekov Igor P. Volk Svetlana Y. Savitskaya                                                                                   | 17 juillet 1984 Soyouz T-12          | Saliout 7                            | Saliout 7                            | 29 juillet 1984 Soyouz T-12          | Première EVA ("marche dans l'espace") par une astronaute |
| Henry W. Hartsfield, Jr Michael L. Coats Judith A. Resnik Steven A. Hawley Richard M. Mullane Charles D. Walker                           | 30 août 1984 STS-41-D, Discovery     | 30 août 1984 STS-41-D, Discovery     | 5 septembre 1984 STS-41-D, Discovery | 5 septembre 1984 STS-41-D, Discovery | Tests de panneaux solaires expérimentaux; trois satellites déployés. |
| Robert L. Crippen Jon A. McBride Kathryn D. Sullivan Sally K. Ride David C. Leestma Marc Garneau Paul D. Scully-Power                     | 5 octobre 1984 STS-41-G, Challenger  | 5 octobre 1984 STS-41-G, Challenger  | 13 octobre 1984 STS-41-G, Challenger | 13 octobre 1984 STS-41-G, Challenger | Première EVA (activité extra-véhiculaire; "marche dans l'espace") par une américaine ; Premier vol d'un équipage comportant deux femmes ; Premier canadien et québécois dans l'espace; (Marc Garneau) Satellite ERBS déployé. |
| Frederick H. Hauck David Walker Anna Fisher Dale A. Gardner Joseph P. Allen                                                               | 8 novembre 1984 STS-51-A, Discovery  | 8 novembre 1984 STS-51-A, Discovery  | 16 novembre 1984 STS-51-A, Discovery | 16 novembre 1984 STS-51-A, Discovery | Déploiement de deux satellites de communication; récupération de deux satellites défectueux. |
| Lancements en 1985 |                                      |                                      |                                      |                                      | |
| Thomas K. Mattingly II Loren J. Shriver Ellison S. Onizuka James F. Buchli Gary E. Payton                                                 | 24 janvier 1985 STS-51-C, Discovery  | 24 janvier 1985 STS-51-C, Discovery  | 27 janvier 1985 STS-51-C, Discovery  | 27 janvier 1985 STS-51-C, Discovery  | |
| Karol J. Bobko Donald E. Williams M. Rhea Seddon Jeffrey A. Hoffman S. David Griggs Charles D. Walker E. Jake Garn                        | 12 avril 1985 STS-51-D, Discovery    | 12 avril 1985 STS-51-D, Discovery    | 19 avril 1985 STS-51-D, Discovery    | 19 avril 1985 STS-51-D, Discovery    | |
| Robert F. Overmyer Frederick D. Gregory Don L. Lind Norman E. Thagard William E. Thornton Lodewijk van den Berg Taylor G. Wang            | 29 avril 1985 STS-51-B, Challenger   | 29 avril 1985 STS-51-B, Challenger   | 6 mai 1985 STS-51-B, Challenger      | 6 mai 1985 STS-51-B, Challenger      | |
| Vladimir Djanibekov | 5 juin 1985 Soyouz T-13              | Saliout 7                            | Saliout 7                            | 26 septembre 1985 Soyouz T-13        | |
| Viktor P. Savinykh | 5 juin 1985 Soyouz T-13              | Saliout 7                            | Saliout 7                            | 21 novembre 1985 Soyouz T-14         | |
| Daniel C. Brandenstein John O. Creighton Shannon W. Lucid Steven R. Nagel John M. Fabian Patrick Baudry Sultan Salman Al-Saud             | 17 juin 1985 STS-51-G, Discovery     | 17 juin 1985 STS-51-G, Discovery     | 24 juin 1985 STS-51-G, Discovery     | 24 juin 1985 STS-51-G, Discovery     | Al-Saud : premier Saoudien dans l'espace |
| Gordon Fullerton Roy D. Bridges F. Story Musgrave Anthony W. England Karl G. Henize Loren W. Acton John-David F. Bartoe                   | 29 juillet 1985 STS-51-F, Challenger | 29 juillet 1985 STS-51-F, Challenger | 6 août 1985 STS-51-F, Challenger     | 6 août 1985 STS-51-F, Challenger     | |
| Joseph H. Engle Richard O. Covey James D. A. van Hoften John M. Lounge William F. Fisher                                                  | 27 août 1985 STS-51-I, Discovery     | 27 août 1985 STS-51-I, Discovery     | 3 septembre 1985 STS-51-I, Discovery | 3 septembre 1985 STS-51-I, Discovery | |
| Vladimir V. Vasyutin Alexander A. Volkov                                                                                                  | 17 septembre 1985 Soyouz T-14        | Saliout 7                            | Saliout 7                            | 21 novembre 1985 Soyouz T-14         | |
| Georgi M. Grechko | 17 septembre 1985 Soyouz T-14        | Saliout 7                            | Saliout 7                            | 26 septembre 1985 Soyouz T-13        | |
| Karol J. Bobko Ronald J. Grabe David C. Hilmers Robert L. Stewart William A. Pailes                                                       | 3 octobre 1985 STS-51-J, Atlantis    | 3 octobre 1985 STS-51-J, Atlantis    | 7 octobre 1985 STS-51-J, Atlantis    | 7 octobre 1985 STS-51-J, Atlantis    | |
| Henry W. Hartsfield, Jr Steven R. Nagel James F. Buchli Guion Bluford Bonnie J. Dunbar Reinhard Furrer Ernst Messerschmid Wubbo J. Ockels | 30 octobre 1985 STS-61-A, Challenger | 30 octobre 1985 STS-61-A, Challenger | 6 novembre 1985 STS-61-A, Challenger | 6 novembre 1985 STS-61-A, Challenger | Premier équipage à huit. Ockels : premier Néerlandais dans l'espace |
| Brewster H. Shaw, Jr. Bryan D. O'Connor Mary L. Cleave Sherwood C. Spring Jerry L. Ross Rodolfo Neri Vela Charles D. Walker               | 26 novembre 1985 STS-61-B, Atlantis  | 26 novembre 1985 STS-61-B, Atlantis  | 3 décembre 1985 STS-61-B, Atlantis   | 3 décembre 1985 STS-61-B, Atlantis   | Neri Vela: premier Mexicain dans l'espace |
| Lancements en 1986 |                                      |                                      |                                      |                                      | |
| Robert L. Gibson Charles F. Bolden Franklin R. Chang-Diaz Steven A. Hawley George D. Nelson Robert J. Cenker Bill Nelson                  | 12 janvier 1986 STS-61-C, Columbia   | 12 janvier 1986 STS-61-C, Columbia   | 18 janvier 1986 STS-61-C, Columbia   | 18 janvier 1986 STS-61-C, Columbia   | |
| Francis R. "Dick" Scobee Michael J. Smith Judith A. Resnik Ellison S. Onizuka Ronald E. McNair Gregory B. Jarvis Christa McAuliffe        | 28 janvier 1986 STS-51-L, Challenger | 28 janvier 1986 STS-51-L, Challenger | 28 janvier 1986 STS-51-L, Challenger | 28 janvier 1986 STS-51-L, Challenger | A explosé 73 secondes après le décollage. |
| Leonid D. Kizim Vladimir A. Solovyev | 13 mars 1986 Soyouz T-15             | Mir, Saliout 7                       | Mir, Saliout 7                       | 16 juillet 1986 Soyouz T-15          | |
| Suite dans Liste des missions spatiales habitées entre 1987 et 1999                                                                       |                                      |                                      |                                      |                                      | |